# Bredsten
Bredstan är en bebyggelse i Ytterby socken och Kareby socken i Kungälvs kommun i Västra Götalands län. SCB avgränsare här en småort från 2023.